# جيريمي كالاغان
جيريمي كالاغان (بالإنجليزية: Jeremy Callaghan)‏ هو صحفي وممثل أسترالي، ولد في 22 يوليو 1967 في جزيرة فيرغسون في بابوا غينيا الجديدة.

## وصلات خارجية
- جيريمي كالاغان على موقع IMDb (الإنجليزية)
- جيريمي كالاغان على موقع قاعدة بيانات الفيلم (الإنجليزية)